# Macromitrium brachycarpum
Macromitrium brachycarpum är en bladmossart som beskrevs av Mitten 1869. Macromitrium brachycarpum ingår i släktet Macromitrium och familjen Orthotrichaceae. Inga underarter finns listade i Catalogue of Life.